# Zgrada Galerije umjetnina Split
Zgrada Galerije umjetnina je zgrada u Splitu, Kralja Tomislava 15.

## Opis
Zgrada Galerije umjetnina izgrađena je unutar baroknog bastiona Cornaro 1792. prema projektu Petra Kurira kao najstarija bolnica u Splitu. Doživjela je brojne rekonstrukcije. Pročelje i unutarnje dvorište neorenesansnoga sloga oblikovani su u proširenju sklopa 1872., prema projektu Josipa Slade. Krajem 70-ih 20. st. postaje Muzej revolucije prema projektu Vuke Bombardellija, a od 2004. do 2009. rekonstruirana je i adaptirana za Galeriju umjetnina prema projektu Vinka Peračića. Unutrašnje uređenje potpisuje Katja Dešković, a autori arhitektonskog dijela izložbenog postava su Ana Grgić i Samuel Martin. Vizualni identitet galerije potpisuje Viktor Popović. 
Zgrada Galerije umjetnina vrijedan je primjer neostilske arhitekture u Splitu. Treba istaknuti i njezin smještaj unutar, do danas najbolje očuvanog, baroknog bastiona Cornaro, te činjenicu da je izvorno riječ o zgradi, prvoj takve vrste u Splitu, koja je izgrađena isključivo za potrebe pružanja zdravstvene pomoći. Danas, s vrijednim fundusom koji obuhvaća preko 5200 umjetnina i vremenski period od 14. stoljeća do recentne umjetničke produkcije, Galerija umjetnina jedna je od nekoliko najvažnijih muzejskih institucija od nacionalnog značaja u Hrvatskoj.

## Zaštita
Pod oznakom Z-7058 zavedena je skupa s bastionom Cornarom kao nepokretno kulturno dobro - pojedinačno, pravna statusa zaštićena kulturnog dobra, klasificirano kao "vojne i obrambene građevine".